# Bartolina Sisa
Bartolina Sisa Vargas (c. 1750 - 5 de setembro de 1782) foi uma heroína indígena aimará que liderou numerosas revoltas contra o domínio espanhol em Charcas, então parte do Vice-Reino do Peru (atual Bolívia). Ao lado do marido, o líder indígena Túpac Katari, ela participou da organização dos acampamentos militares indígenas que integraram o cerco de La Paz.  Foi traída e entregue às autoridades espanholas, que mais tarde a executaram.
Em homenagem à data de sua morte, desde 1983 comemora-se em 5 de setembro o Dia Internacional da Mulher Indígena. Muitas entidades ligadas aos índios na Bolívia adotam frequentemente seu nome, como a Confederação Bartolina Sisa, a principal organização de mulheres campesinas no país.

## Biografia
Filha de José Sisa e Josefa Vargas, Bartolina Sisa nasceu por volta de 1750 na comunidade indígena de Q'ara Qhatu (Caracoto, em espanhol), uma aldeia na Real Audiência de Charcas, Vice-Reino do Peru. Ela ainda era criança quando sua família se mudou para a província de Sica Sica, onde comercializava folhas de coca e trabalhava na produção de têxteis. Assim como outros camponeses da região, ela percorria o altiplano vendendo os artigos produzidos por sua família. Também em Sica Sica vivia Julián Apaza, mais tarde conhecido como Túpac Katari, com quem ela se casaria e teria quatro filhos. De acordo com o frei franciscano Matías Balderrama, Bartolina era magra, de estatura mediana, aparência agradável e grande inteligência.
No início de sua idade adulta, testemunhou a violência e a injustiça com as quais o regime espanhol frequentemente tratava os povos indígenas, o que mais tarde a motivou a se juntar a seu marido na liderança de milícias indígenas em todo o altiplano para resistir ao domínio colonial.
Em 1780, indígenas principalmente dos povos aimarás e quíchuas, liderados por Túpac Amaru II, rebelaram-se contra os governantes coloniais do vice-reinado do Peru. Durante a revolta, Bartolina Sisa recebeu um importante papel de liderança à frente de um exército de cerca de 40 mil insurgentes.

### Cerco de La Paz
Bartolina Sisa, seu marido e outros líderes indígenas como José Gabriel Condorcanqui, mais tarde conhecido como Túpac Amaru II, e os irmãos Damasio e Tomás Katari uniram-se por seus ideais libertários e propósitos emancipatórios, conseguindo congregar mais de 150 mil indígenas da região.
No dia 13 de março de 1781, Bartolina e Túpac Katari estabeleceram um cerco em torno de La Paz, então capital de Charcas e sede da Real Audiência colonial, com um contingente de cerca de 20 mil indígenas, aos quais mais tarde se juntaram mais 80 mil. A cidade está localizada em um vale fechado, com acesso limitado, e o bloqueio foi capaz de impedir completamente todos os movimentos de entrada e saída. Neste período, Bartolina organizou acampamentos militares ao redor de todas as passagens da montanha que levavam à capital e atuou como principal liderança das forças indígenas. Em 21 de maio, um destacamento militar espanhol tentou dissolver o cerco e capturá-la, mas fracassou.
O casal montou acampamento em El Alto e seu exército manteve o bloqueio por 184 dias. A Real Audiência de Charcas enviou um reforço de 1.700 homens vindos de Lima, La Plata e Buenos Aires para sufocar a rebelião e em 30 de junho os indígenas decidiram retirar-se sem resistir. Os espanhóis incentivaram a traição e ofereceram indulto àqueles que entregassem ou delatassem os cabeças do levante. Por causa deste rumor, no dia 2 de julho Bartolina decidiu mudar-se de El Alto para Pampahasi, mas no caminho alguns de seus acompanhantes, que haviam feito contato com os espanhóis, a traíram. Ela foi detida e entregue em troca do perdão que, por fim, nunca foi concedido.
Na prisão, foi torturada e humilhada pelo brigadeiro Sebastián Segurola a fim de que passasse informações. Apesar das agressões, ela não revelou nenhum dado.
Katari tentou obter a liberdade da esposa. Em 24 de outubro de 1781 ofereceu a paz com os espanhóis em troca da soltura de sua mulher. Procurou negociar um indulto com Agustín de Jáuregui, vice-rei do Peru, sem chegar a nenhum acordo. Terminou capturado com a ajuda de outras comunidades indígenas que se opunham a ele e foi executado em 15 de novembro de 1781.
Não tendo mais utilidade para os espanhóis, em 5 de setembro de 1782 Bartolina foi enforcada, após ser humilhada publicamente na praça principal de La Paz (hoje Plaza Murillo). Em seguida a sua morte, os espanhóis a esquartejaram e exibiram sua cabeça e seus membros nos povoados onde ela havia resistido com sua luta.

## Legado

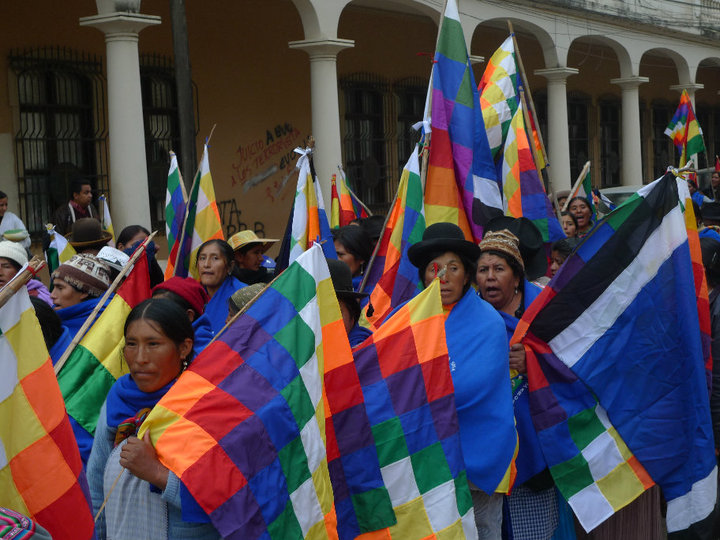
Confederação Bartolina Sisa

Para homenageá-la, em 1980 seu nome foi dado à Confederação de Mulheres Campesinas Bartolina Sisa, uma organização que visa aprofundar a participação das mulheres indígenas e do campo nas decisões políticas, sociais e econômicas da Bolívia. Além disso, em 1983 o II Encontro de Organizações e Movimentos da América, reunido em Tiwanaku, decidiu instituir o dia 5 de setembro, data de sua execução, como o Dia Internacional da Mulher Indígena.